# Klubbans biologiska station
Klubbans biologiska station tillhör Uppsala universitet. På stationen bedrivs i huvudsak utbildning av biologistudenter. Även viss forskning bedrivs. Stationen är belägen i Fiskebäckskil.